# Acreichthys
Poisson-lime
Genre
Acreichthys est un genre de poissons tetraodontiformes qui se rencontre dans l'océan Indien et l'océan Pacifique.

## Liste d'espèces
Selon World Register of Marine Species (21 avril 2014) et ITIS (21 avril 2014) :
- Acreichthys hajam (Bleeker, 1851)
- Acreichthys radiatus (Popta, 1900)
- Acreichthys tomentosus (Linnaeus, 1758)

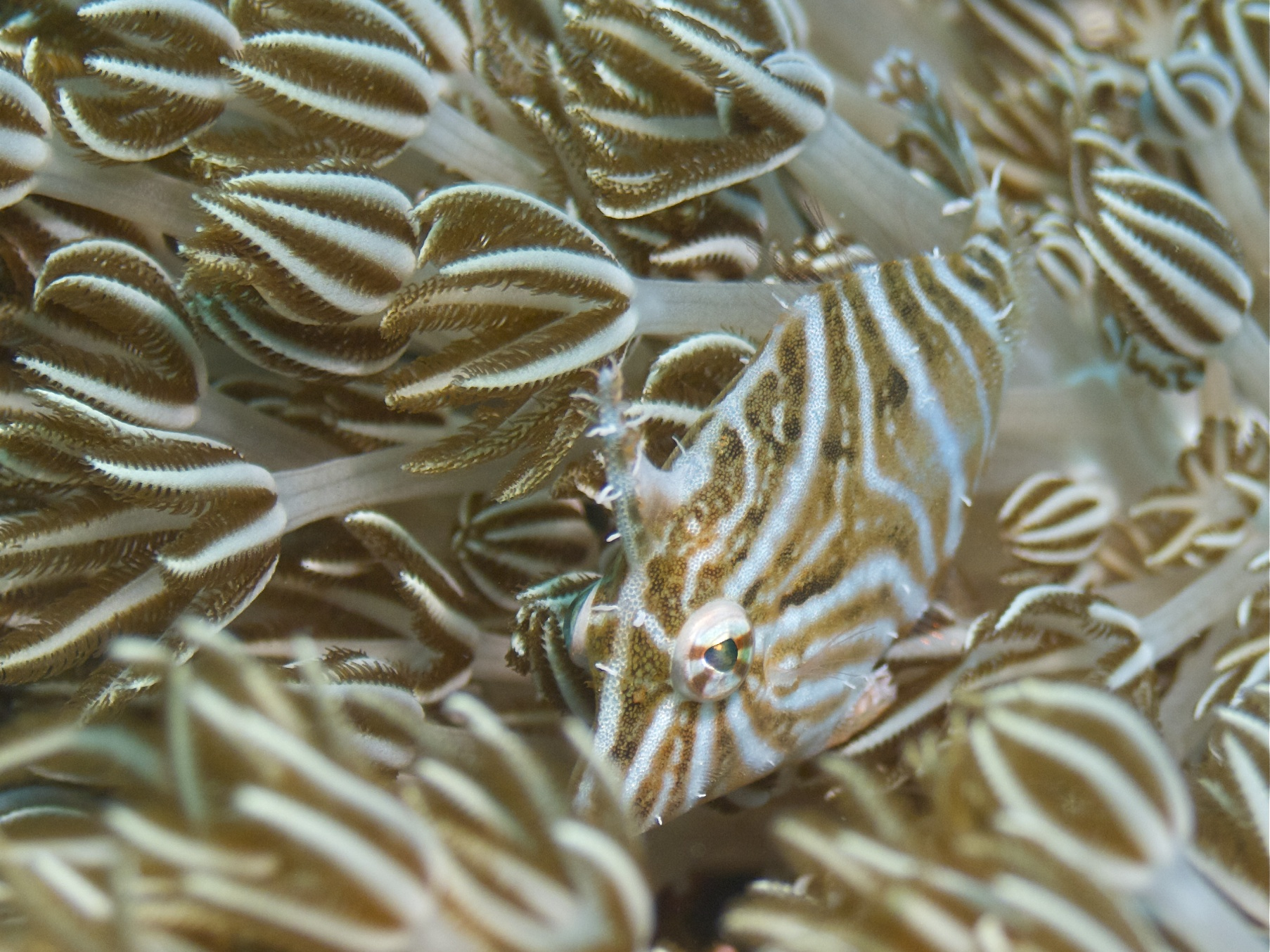
Acreichthys radiatus
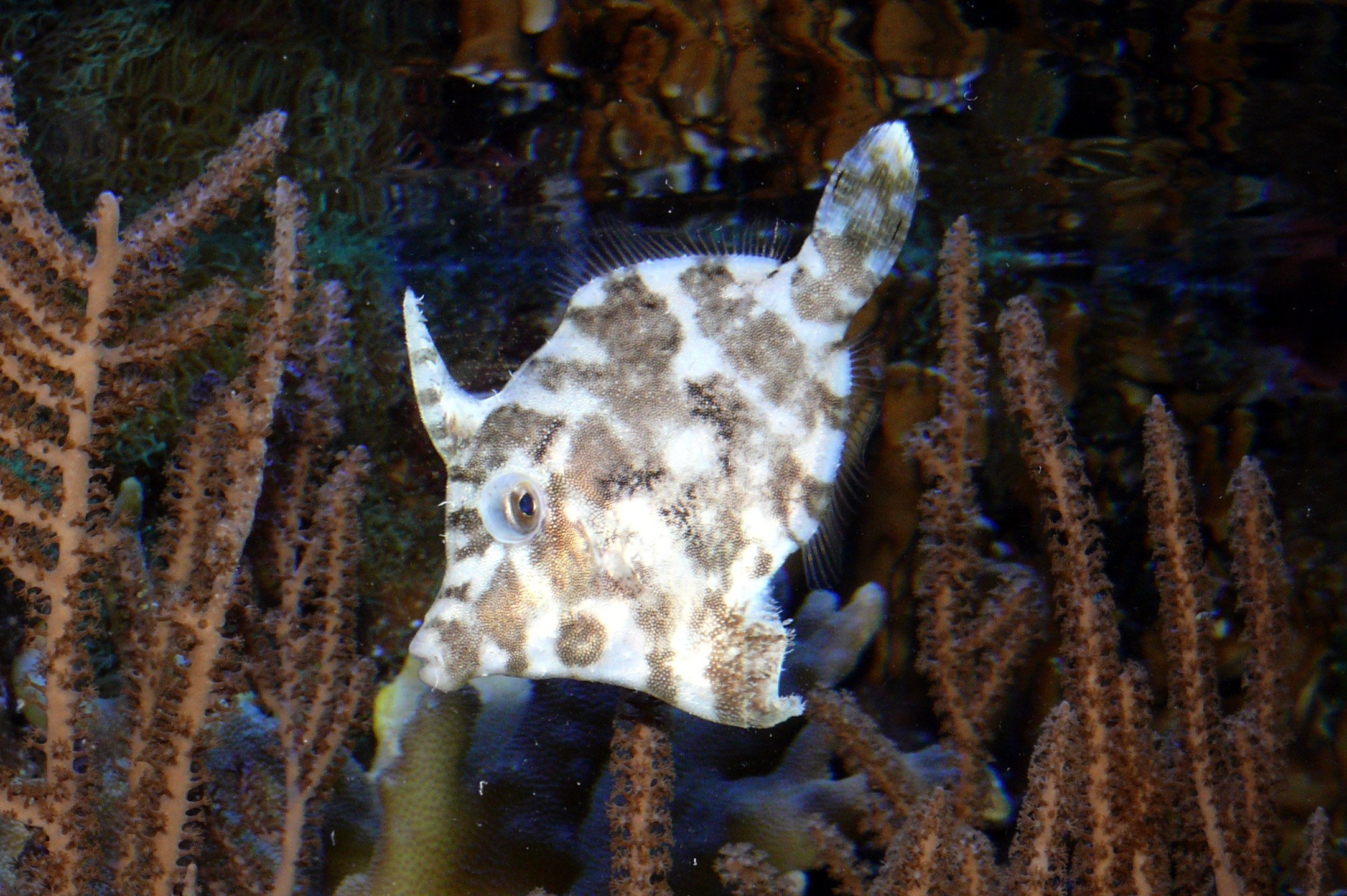
Acreichthys tomentosus